# Nuada
Nella mitologia irlandese Nuada o Nuadu (in seguito Nuadha), noto con l'epiteto di Airgetlám, "mano o braccio d'argento", fu il primo sovrano dei Túatha Dé Danann.
La sua figura ha collegamenti con la divinità marina e della salute gallica e britannica Nodens e con le figure gallesi di Nudd e Lludd Llaw Eraint.
La spada di Nuada è uno dei Quattro Tesori d'Irlanda dei Tuatha Dé Danann.

## Mitologia
Nuada regnò sui Tuatha Dé Danann per sette anni prima che loro giungessero in Irlanda. Giunti nell'isola entrarono in contatto con i suoi abitanti, i Fir Bolg, a cui Nuada chiese metà dell'isola. I Fir Bolg rifiutarono. I due popoli si scontrarono nella prima battaglia di Magh Tuiredh (nell'odierna Contea di Mayo) e i Túatha Dé Danann sconfissero i Fir Bolg. Nuada però perse un braccio scontrandosi con il campione dei Fir Bolg, Sreng. L'alleato di Nuada, Aengaba di Norvegia, affrontò allora Sreng, ma fu ferito a morte, mentre il Dagda proteggeva Nuada. Cinque soldati di Dagda portarono Nuada lontano dal campo di battaglia, mentre i Tuatha Dé Danann recuperarono la parte superiore del braccio del loro sovrano nel corso dello scontro. Alla fine i Fir Bolg furono sconfitti. I Tuatha Dé Danann concessero a Sreng un quarto dell'Irlanda e lui scelse il Connacht. Dato che Nuada aveva perso un braccio, in base alle usanze in vigore che impedivano a un mutilato di regnare, dovette cedere il trono a Bres, un principe dei Fomoriani, tradizionali nemici dei popoli irlandesi, che imposero un pesante tributo ai Tuatha Dé Danann. Essi iniziarono a sopportare male il loro nuovo sovrano, e dopo sette anni di regno Bress fu rimosso e Nuada, al quale era stata applicata una protesi d'argento, riconquistò il trono irlandese, regnando per più di vent'anni.
Bress, aiutato dal fomoriano Balor, cercò di riprendersi il trono con la forza facendo così scoppiare di nuovo la guerra. Quando il giovane e forte Lúg raggiunse la corte di Nuada il re gli affidò la guida dei Tuatha Dé Danann contro i Fomoriani e gli cedette il potere. Nella seconda battaglia di Magh Tuiredh Nuada fu ucciso e decapitato da Balor, poi ucciso da Lúg, che portò i Tuatha Dé Danann alla vittoria.

## Identificazioni
Nuada potrebbe essere identificato con altri personaggi, tra cui Elcmar e forse Nechtan.
Altre figure con lo stesso nome, ma trattati come personaggi distinti, comprendono il successivo re supremo irlandese Nuadu Finn Fáil, Nuadu Necht, e Nuada, nonno materno di Fionn mac Cumhaill. Un rivale di Conn delle Cento battaglie fu Mug Nuadat ("Schiavo di Nuada"). I Delbhna, antico popolo d'Irlanda, aveva un ramo chiamato Delbhna Nuadat che viveva nella Contea di Roscommon. L'odierna città di Maynooth, nella Contea di Kildare, prese il suo nome da Nuada (in irlandese è denominata infatti Maigh Nuada, cioè "Il trono di Nuada").